# Septomazzantia epitypha
Septomazzantia epitypha är en svampart som först beskrevs av Mordecai Cubitt Cooke, och fick sitt nu gällande namn av Theiss. & Syd. 1915. Septomazzantia epitypha ingår i släktet Septomazzantia och familjen Diaporthaceae.   Inga underarter finns listade i Catalogue of Life.